# Pavao Muhić
Pavao Muhić (1 de enero de 1811 - 17 de octubre de 1897) fue un abogado y político croata.
Nacido en Požega, fue profesor de ciencia política y cameralismo en la Escuela de la Real Academia de Ciencias (1835-1850) y en la Academia de Derecho (1850-1871), donde también fue director. Fue miembro  del Parlamento croata en el periodo 1861-1866, y la Director del Departamento para Educación y Asuntos Religiosos del Gobierno Provincial de Croacia, Eslavonia y Dalmacia en 1872-1881. Fue miembro de la Academia Yugoslava de Ciencias y Artes desde 1866, y su presidente en 1888.
Murió en Zagreb.